# Väike-Kareda
Väike-Kareda est un village de la commune de Koigi du comté de Järva en Estonie.
Au 31 décembre 2011, il compte 41 habitants.